# 格林斯堡 (堪薩斯州)
格林斯堡（英語：Greensburg）是一個位於美國堪薩斯州凱厄瓦縣的城市。同時該地也是凱厄瓦縣的縣治。

## 地方資料
格林斯堡的座標為37°36′10″N 99°17′33″W / 37.60278°N 99.29250°W，而該地的海拔高度為682米（即2238英尺）。根據2010年美國人口普查，該地共人口740人，而該地的面積約為4.63平方千米。